# ジョージ・ドディントン (初代メルコム男爵)

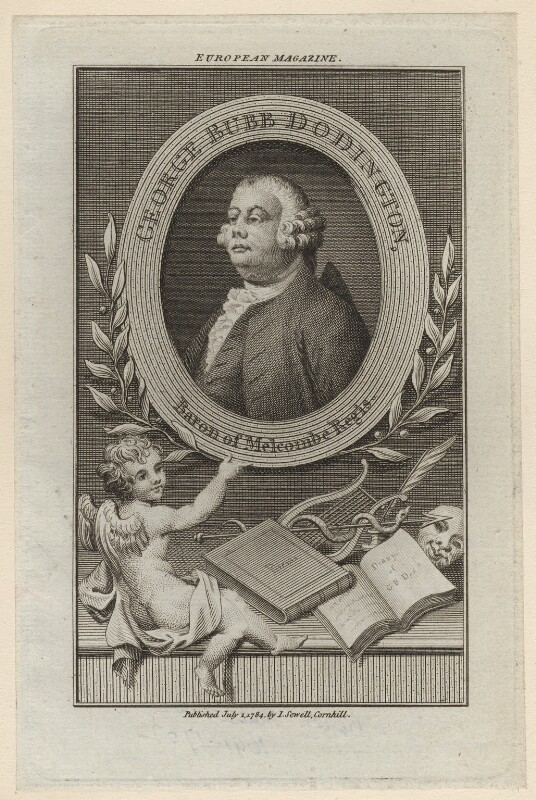
初代メルコム男爵ジョージ・バブ・ドディントン

初代メルコム男爵ジョージ・バブ・ドディントン（英語: George Bubb Dodington, 1st Baron Melcombe PC、出生名ジョージ・バブ（George Bubb）、1690年/1691年 – 1762年7月28日）は、グレートブリテン王国の政治家、貴族。庶民院議員（在任：1715年 – 1761年）、在スペインイギリス大使（在任：1715年 – 1717年）、下級大蔵卿（1724年 – 1740年）、海軍財務長官（在任：1744年 – 1749年、1756年）を歴任した。『英国議会史』から「政界のギャンブラーで、負け馬に賭けることが多い」と評された。

## 生涯

### 生い立ち

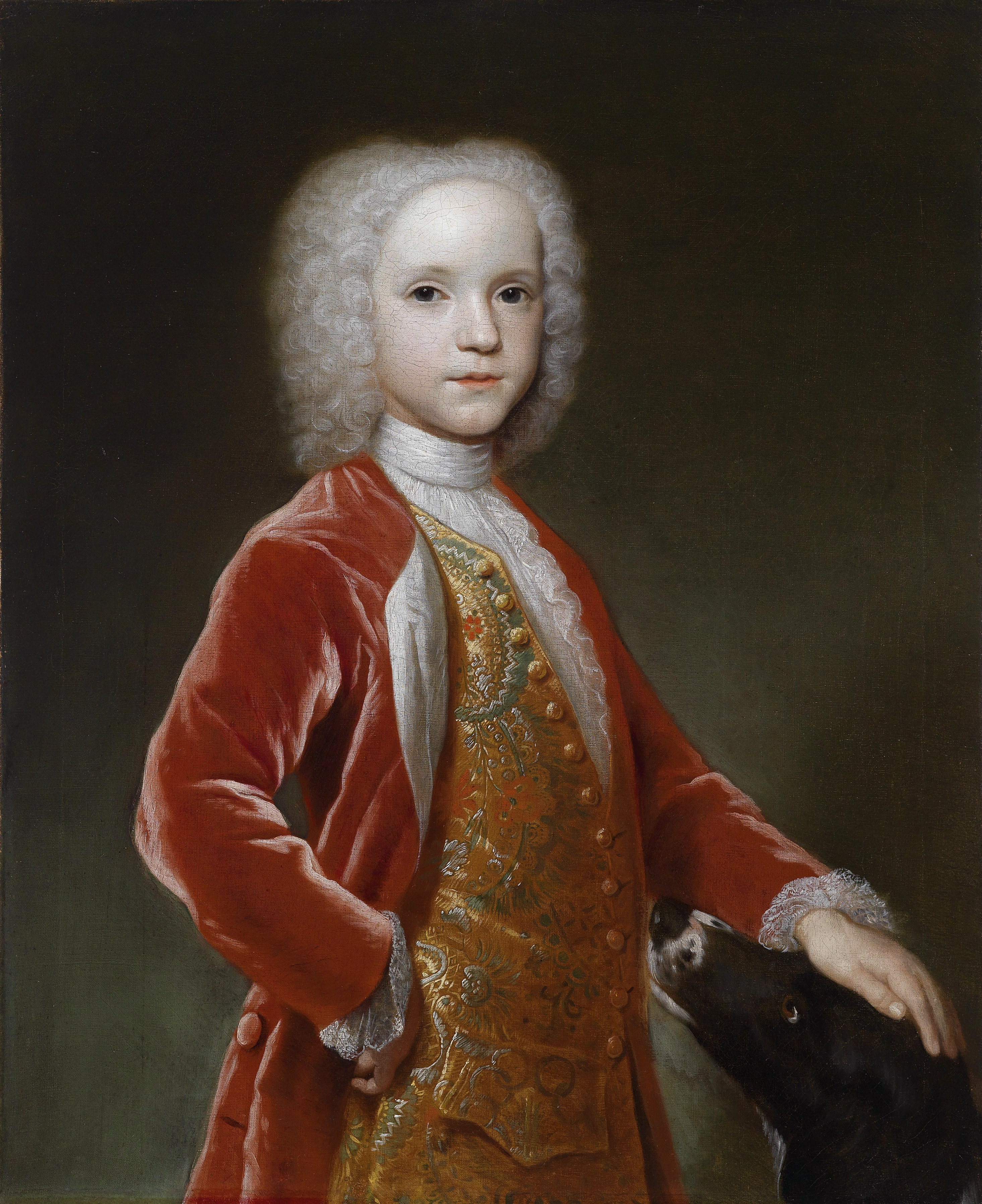
ハンス・ヒジングによる、ドディントンの青年期の肖像画。

ジェレマイア・バブ（1692年2月27日没）と2人目の妻アリシア（Alicia、旧姓ドディントン（Doddington）、1721年没、ジョン・ドディントンの娘）の息子として、1690年/1691年に生まれた。父の出自には不明な点が多かったが、1689年から1692年までカーライル選挙区選出の庶民院を務め、1689年12月から1692年に死去するまでカーライル総督を務めたことが知られている。父が死去した時点でまだ幼児だったため、母方のおじにあたるジョージ・ドディントン（1720年没）が後見人を務めた。バブは1703年よりウィンチェスター・カレッジで教育を受けた後、1707年7月10日にオックスフォード大学エクセター・カレッジに入学、1711年にリンカーン法曹院に入学した。同年から1713年までグランドツアーに出て、フランス、ネーデルラント、スイス、イタリアを旅した。

### 政界入り、外交官として（1715年 – 1717年）
1715年イギリス総選挙でドディントンが影響力を有するウィンチェルシー選挙区から出馬、当選を果たした。おそらくはドディントンの手配により、同年5月に在スペインイギリス大使に任命された。6月24日に信任状を受け取ったときにはすでにマドリードに到着しており、8月26日に信任状を奉呈した。
在任期間は四国同盟戦争直前の紛争が多発した時期であり、『英国議会史』ではバブが大使を「立派に務めた」と評したが、1717年夏のホイッグ党分裂の直後、ロバート・ウォルポールと第2代タウンゼンド子爵チャールズ・タウンゼンドを支持したバブは解任され、1717年11月25日にスペインから帰国した。

### 遺産継承（1720年）
帰国後はおじと同じく野党派ホイッグ党の一員として行動した。同1717年の議会立法に基づき、1718年に姓をドディントンに改め、1720年3月28日におじが死去するとその遺言状に基づき遺産を継承した。遺言状ではドディントンが一代限りで遺産を継承した後、その男系男子が継承し、男系男子が断絶した場合はジョージ・ドディントン（1757年没）およびその男系男子、初代コバム子爵リチャード・テンプル（1749年没）およびその男系男子、その妹ヘスター・テンプル（1752年没）およびその男系男子が順番に継承すると定めた。また、イーストベリー・パークの地所では建築家サー・ジョン・ヴァンブラが設計した邸宅が1718年より建設中であり、遺言状では領地管理を30年間信託人の手に委ね、その収入を邸宅建設に充てることを定めたが、ドディントンは即座に信託を自身の直接支配下に置き、信託人の1人であるコバム子爵から訴えられることになった。1725年にはキャサリン・ベハン（Catherine Beaghan、1756年12月28日埋葬、エドマンド・ベハンの娘）と結婚したが、この裁判により結婚を公表できず、キャサリンは1742年に結婚が公表されるまでドディントンの愛人として扱われた。2人の間に子供はいなかった。
ヴァンブラ設計の邸宅は放棄されず、ドディントンが1738年ごろに完成させたが、合計で14万ポンドも費やされた。邸宅建設の支出によりドディントンは常に実入りの良い官職を必要とするようになり、その政治生涯にわたる重圧としてのしかかった。『オックスフォード英国人名事典』が評価したところでは、この弱点にドディントンのこれ見よがしな性格、恰幅の良い見た目、説教的な気質が合わさった結果、ドディントンが政治における重鎮になりえず、無節操で視野が狭い行動が繰り返されることになった。
いずれにせよ、1720年時点ではおじの手配により閑職であるアイルランドにおけるClerk of the Pellsを一代限りで任命され、同年6月20日におじの後任としてサマセット統監に就任（1744年2月17日に退任）、7月9日にサマセット海軍次官に就任（1762年に死去するまで在任）するなど、遺産継承に伴う影響力の増大が認められた。議会でもウィンチェルシー選挙区（2人区）、ウェイマス・アンド・メルコム・レジス選挙区（4人区）を掌握し、ブリッジウォーター選挙区にも影響力を有しており、相当な勢力になっていた。

### ウォルポール首相期（1721年 – 1742年）

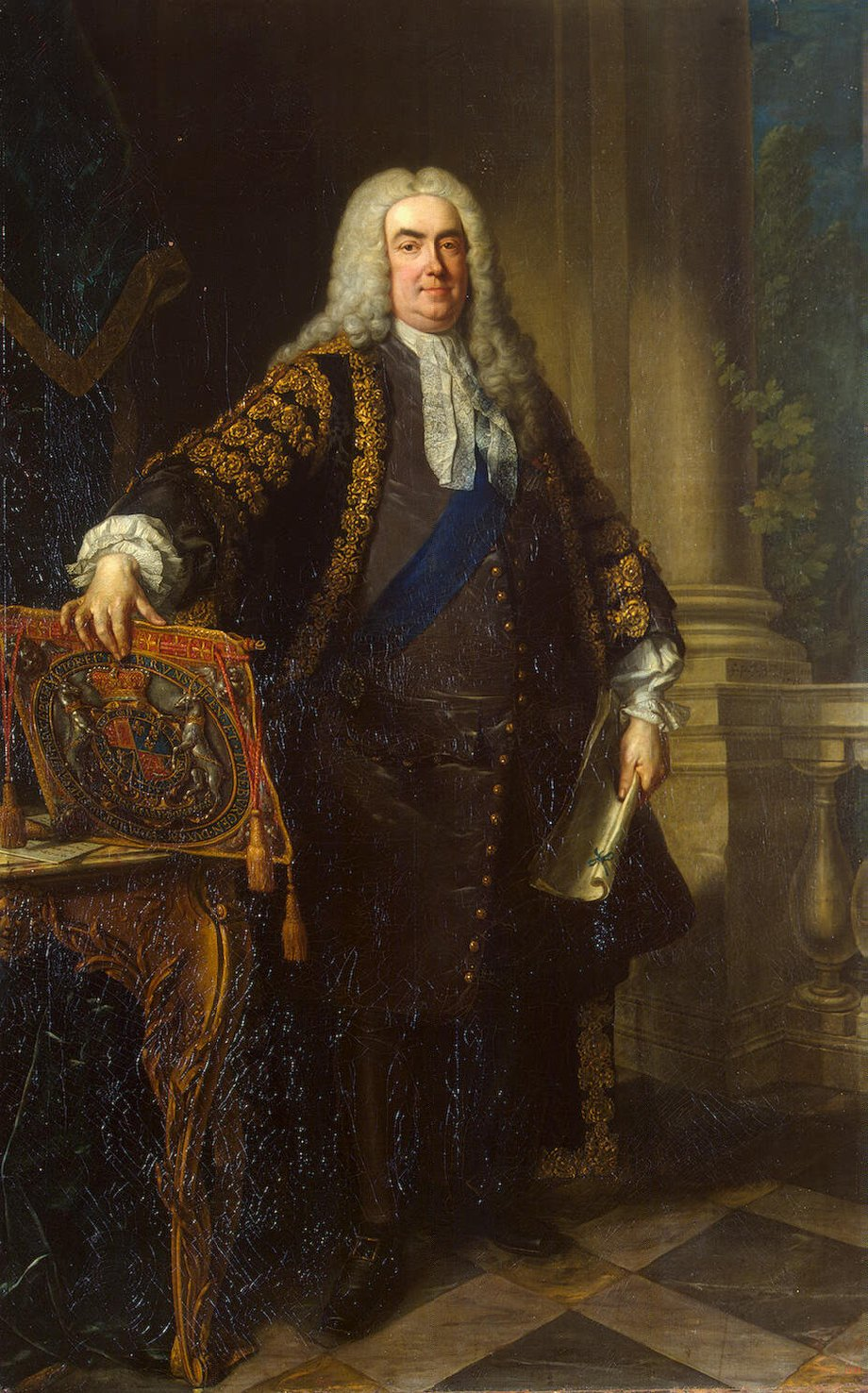
首相ロバート・ウォルポール

1722年イギリス総選挙では自身の勢力を利用して、ウィンチェルシー（無投票）とブリッジウォーター（139票、得票数2位）で当選し、後者の代表として議員を務めることを選択した。以降1727年（無投票）、1734年（156票、得票数2位）の総選挙で再選した。1734年の総選挙ではウェイマス・アンド・メルコム・レジスで重複当選したが、引き続きブリッジウォーターの代表として議員を務めた。
議会では引き続きウォルポールを支持して、1724年4月3日に下級大蔵卿（Lord of Treasury）に任命された。1726年にはウォルポールへの讃美詩を発表して、忠誠こそが政治における最高の美徳であると述べたが、『オックスフォード英国人名事典』ではこれをバス勲章を得られなかった不満の表れだとした。1727年にジョージ2世が国王に即位して、ウォルポールが首相を罷免されそうになると、ドディントンは即座に次期首相と目されるスペンサー・コンプトン（のちの初代ウィルミントン伯爵）に鞍替えして、さらに匿名でコンプトンに手紙を送り、首相に就任するよう促した。ドディントンはこの手紙で自身を財務大臣に任命するよう暗示した。コンプトンがこの手紙に返信することはなかったが、ドディントンは以降もコンプトンを支持して、友人の初代ドーセット公爵ライオネル・サックヴィルとともにウォルポールへの面従腹背を繰り返した。
ウィルミントン伯爵以外ではウェールズ公フレデリック・ルイスにも接近、1732年には第2代ハーヴィー男爵ジョン・ハーヴィーに取って代わって、ウェールズ公の政治顧問を務めるようになったが、『英国人名事典』と『オックスフォード英国人名事典』ではウェールズ公がドディントンを金づるとして利用しただけで、まじめな政治顧問としては扱っていないとした。1733年の消費税法案をめぐってはウェールズ公の野党活動を扇動しなかったものの、法案への支持もほとんどせず、首相ウォルポールは「国王と王太子の不和を恐れたのでなければ、ドディントンを解任できたし、そうしただろう」と激怒した。1734年夏にはウェールズ公の支持者である第4代チェスターフィールド伯爵フィリップ・スタンホープとジョージ・リトルトンの努力により、ドディントンがウェールズ公の知遇を失い、政治顧問の職も解かれた。ハーヴィー男爵によれば、この結末は大衆にとって満足のいく結果だという。
その後の5年間、ドディントンは第2代アーガイル公爵ジョン・キャンベルに接近したものの、概ね慎重に行動した。たとえば、1737年にウェールズ公が自身への王室費を5万ポンドから10万ポンドに増額させるよう望んだとき、ウェールズ公はドディントンの寝返りを期待して、与党官僚のうちまずドディントンに知らせた。そして、野党派ホイッグ党のウィリアム・パルトニーが1737年2月22日に法案を提出したとき、ドディントンは自身の立場を隠し、最後になってようやくウォルポールへの支持を表明した。そして、1739年にアーガイル公爵がウォルポールと決裂すると、ドディントンは公爵に追随し、1740年5月に下級大蔵卿を解任された。この行動の理由は叙爵の申請をウォルポールに却下されたためとされる。
野党に転じた直後、ドディントンは1741年イギリス総選挙で危機に直面した。ウィンチェルシーではウォルポールが対立候補を2人立て、ドディントンの候補2人を落選させた。ブリッジウォーターではウォルポールの対立候補1人がトップ当選し、ドディントンは2位（126票）で再選したものもう1人の野党候補は落選した。ウェイマス・アンド・メルコム・レジスではウォルポール派の当選こそ阻止したものの、ドディントンの推す候補は1人しか当選できず、それ以外の当選者3人はドディントンの影響力が及ばない人物だった。ドディントンはアップルビー選挙区で重複立候補して当選したが、ブリッジウォーターで辛くも再選したため、引き続きブリッジウォーターの代表として議員を務めた。結果的にはドディントンの議会での影響力が7票から2票に減った。
ウォルポール内閣の崩壊直前にはウォルポールを公開で攻撃するようになり、1742年1月21日の弁論ではウォルポールの「悪名高い政府」を攻撃したが、逆にウォルポールからその汚名を16年間も共有した（ドディントンが下級大蔵卿を16年間務めたことを指す）と反撃された。そして、ウォルポール内閣が崩壊した後のカートレット内閣では予想した戦時大臣の官職を得られず、ドディントンのパトロンだったアーガイル公爵は得た官職をすぐに辞して、1743年10月に死去したときには影響力をすべて失った。これによりドディントンは野党に留まり、1744年には野党活動の一環として作家ジェームズ・ラルフを雇い、The Use and Abuse of Parliamentsと題するパンフレットを出版させた。

### ペラム内閣期（1744年 – 1754年）

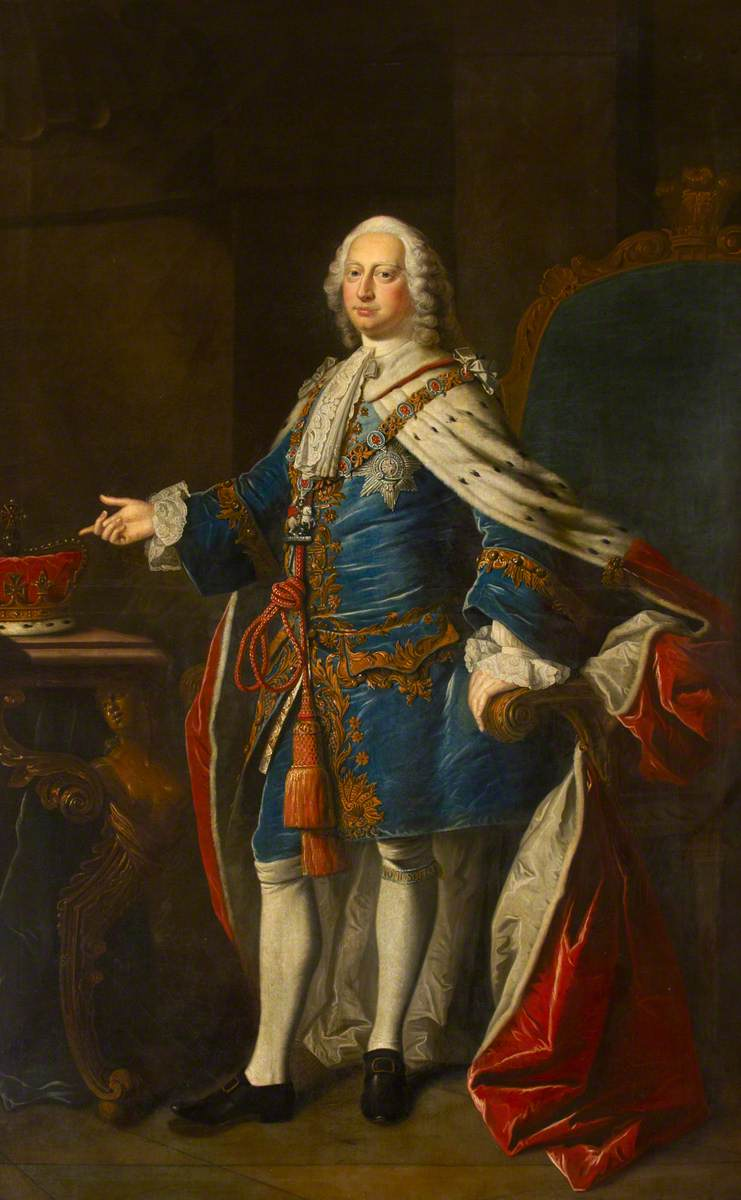
ウェールズ公フレデリック・ルイス、トマス・ハドソン画。

1744年12月に第2代グランヴィル伯爵ジョン・カートレットが罷免され、ヘンリー・ペラムを首班とするブロード・ボトム内閣が成立すると、ドディントンは1744年12月29日に海軍財務長官に任命され、1745年1月3日に枢密顧問官に任命された。選挙区では同1744年にペラムと合意に達して、ドディントンが引き続きウェイマス・アンド・メルコム・レジスを掌握する代償として政府が2議席を指名するとした。1747年イギリス総選挙ではブリッジウォーターで再選した。
1749年3月、ウェールズ公はラルフを仲介としてドディントンに寝返りを打診、ドディントンは2日間検討したのちに了承、5月3日に海軍財務長官を辞任した。そして、寝返りの印象を残さないよう2か月間待ったのち、7月18日にウェールズ公から即位の暁に叙爵と国務大臣への任命の内定を得た。9月22日にはウェールズ公の私室財務官（年収2,000ポンドの官職）に任命された。さらに友人の第2代準男爵サー・フランシス・ダッシュウッドや第2代タルボット男爵ウィリアム・タルボット、ロバート・ヘンリーへの官職任命の約束もとりつけた。この時点で60歳に近いドディントンはその経験から、若手政治家の集まるウェールズ公の宮廷で重宝されるはずだったが、党派性の強い行動で信用を失うより忍耐強くウェールズ公の国王即位を待つべきというドディントンのアドバイスはエグモント伯爵などウェールズ公の側近に受け入れられず、やがてドディントンのウェールズ公を嘲る発言がウェールズ公の知るところになると、ウェールズ公とドディントンの文通は即座に止まり、即位の暁での官職任命も国務大臣から衣服保管長官に降格された。
1751年3月20日、ウェールズ公が死去した。ドディントンは一旦ウェールズ公妃オーガスタとともに野党の立場を維持したが、一方で首相ヘンリー・ペラムとの交渉を始めた。この頃のドディントンはヘルニアに悩まされていて、議会への登院がまばらになっており、政界引退も検討した。しかし、ドディントンの日記によれば、「すでに片足を棺桶に突っ込んでいるが、それでも名を揚げようと決心した」という。また、これまでの悪印象に対し、「たとえ私がジャコバイトだったとしても、議員5人の提供は印象を払拭するに足りる」と考えたという。国王ジョージ2世はドディントンのそれまでの裏切りにより、ドディントンを官職に任命しようとしなかったが、ペラムはドディントンの持つ庶民院での5，6票を気にかけた。

### 第一次ニューカッスル公爵内閣期（1754年 – 1756年）
1754年3月6日にペラムが死去すると、ドディントンはペラムの後任である初代ニューカッスル公爵トマス・ペラム＝ホリスと交渉を再開した。ドディントンは海軍財務長官への復帰を求め、公爵から色よい返事を受けたが、その1週間後には官職の内定がすべて済んでいたと言われた。直後の総選挙ではエグモント伯爵、第2代ポーレット伯爵ジョン・ポーレット、ブリッジウォーターの地方自治体が手を組んだ結果、ブリッジウォーター選挙区で落選（得票数3位、105票）したが、ウェイマス・アンド・メルコム・レジスで当選して議席を維持した。ウェイマス・アンド・メルコム・レジスではニューカッスル公爵の支持する候補者を当選させた。4月26日には再びニューカッスル公爵の傘下に入る望みを述べ、公爵から好意的な返信を受けており、『英国議会史』は「こうして喜劇は続いた」と評した。
1755年に大ピットとヘンリー・フォックスが庶民院院内総務の職をめぐって争ったとき、ドディントンは同年3月に大ピット支持を表明したが、5月には日記で第1次ニューカッスル公爵内閣の「不適任、不誠実さ、卑劣さ」を批判、議会でロシア帝国とヘッセン＝カッセル方伯領への資金援助条約に反対した。裏では第2代ハリファックス伯爵ジョージ・モンタギュー＝ダンクとつながり、ハリファックス伯爵は10月にドディントンとニューカッスル公爵を引き合わせた。今度は交渉に成功、ドディントンは12月22日に海軍財務長官への任命を受け、1756年1月13日に正式に就任した。ドディントンはウェールズ公妃に一連の行動について説明したが、ドディントンの申し開きに対するウェールズ公妃の態度は冷淡だった。
海軍財務長官への2度目の就任は長く続かず、同年11月にピット＝デヴォンシャー公爵内閣が成立すると、大ピットは11月25日にドディントンを更迭して、ジョージ・グレンヴィルを海軍財務長官に任命した。

### 最晩年
1757年2月22日、議会でジョン・ビング提督の処刑反対演説をした。ホレス・ウォルポールはこの演説を『人情のある、痛ましい演説』と形容した。同年4月に大ピットが閣僚を辞任するが、フォックスが組閣に失敗したため、ドディントンが官職に返り咲くことはなかった。
1757年末よりウェールズ公ジョージ（のちの国王ジョージ3世）の家庭教師である第3代ビュート伯爵ジョン・ステュアートに接近、1760年10月にはジョージ2世が死去したが、このときにはドディントンが高齢で官職就任に適さず、1761年イギリス総選挙でビュート伯爵の推す候補2人をウェイマス・アンド・メルコム・レジスで当選させた程度だった。これによりドディントンは1761年4月6日にグレートブリテン貴族であるドーセットにおけるメルコム・レジスのメルコム男爵に叙されたが、初代準男爵サー・ホレス・マンは同年4月25日の手紙で「彼の小冠は墓の飾りとして意図されたようだ」と評した。翌年にはビュート伯爵もドディントンを無視するようになった。
1762年7月28日にハマースミスの自宅で死去、フラムで埋葬された。メルコム男爵位は廃絶した。

## 人物

### 性格・評価
『オックスフォード英国人名事典』はドディントンを「これ見よがしな性格、恰幅の良い見た目、説教的な気質」と形容し、邸宅建設が家計を圧迫したせいで無節操で視野が狭い行動が多く見られたと評した。ウォルポール内閣期に与野党の間で行き来して、首相の弟にあたる初代ウォルポール男爵ホレイショ・ウォルポールから「彼が満足することはない。今は男爵になることを望むが、それが達成したら公爵になりたくなるだろう」と評された。ただし、19世紀の編集者エドワード・ウォルフォードは同時代の人物の多くが同程度の不品行であり、彼らとドディントンの差異は自身の考えを文書に残さなかっただけだったとしている。
女遊びする性格ではなく、同時代には次のアネクドートがあった。とある日、ドディントンは女性友人に迫り、「これで捕まえたぞ、しかも森の中だ！」と宣言した。すると、その女性はこう返答した。「森の中ですって、ドディントンさん！何をするつもりでしょうか？もしかして、強盗？」
一方でウィットに富む一面もあり、ホレス・ウォルポールは回想録で次の小話に言及している。とある日、大蔵卿委員会の会議が終わった後、鈍感で知られる下級大蔵卿初代サンドン男爵ウィリアム・クレイトンがドディントンのジョークに思う存分笑った。すると、下級大蔵卿のトマス・ウィニントンはドディントンに対し、「あなたがサンドンをばかで鈍いと笑ったのに、彼はこんなに速く反応できたのではないか」と責めた。ドディントンは「いえ、彼は私が昨日言ったことに笑っています」と返答した。ドディントンが死去した後、ハーヴィー男爵夫人メアリー・ハーヴィーはドディントンが「最後までその快活さと機知を維持した」と述懐した。
地獄の火クラブのメンバーだった。

### 領地

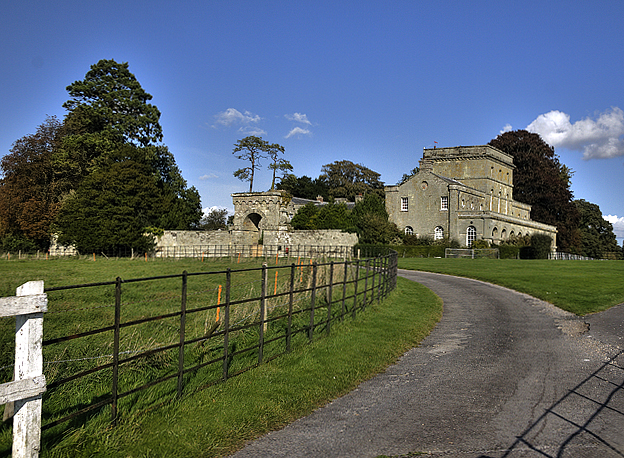
取り壊されたイーストベリー・パークでの邸宅、2008年撮影。

おじより継承したイーストベリー・パークの地所では大金を投じて、1738年に邸宅を完成させたが、それ以外でも1749年にハマースミスで郊外住宅（villa）を購入して、ラ・トラップ（La Trappe）と名付けた。また、ペル・メルでタウンハウスを所有した。リチャード・カンバーランド（ハリファックス伯爵の秘書）とホレス・ウォルポールによれば、イーストベリーの邸宅もラ・トラップも低俗な華やかさに満ちたという。
「ラ・トラップ」という名前はラ・トラップ修道院に因んで名付けられたものであり、ドディントンは親族のトマス・ウィンダムや友人のサー・ウィリアム・ブレトン（国王手許金会計長官）といった度々訪れた人物を「修道僧」（Monks）と呼称した。ドディントンの死後、ウィンダムがラ・トラップを相続し、スタート氏（Mrs. Sturt）という女性がしばらくラ・トラップに住んだ後、1792年にブランデンブルク＝アンスバッハ辺境伯カール・アレクサンダーが購入した。

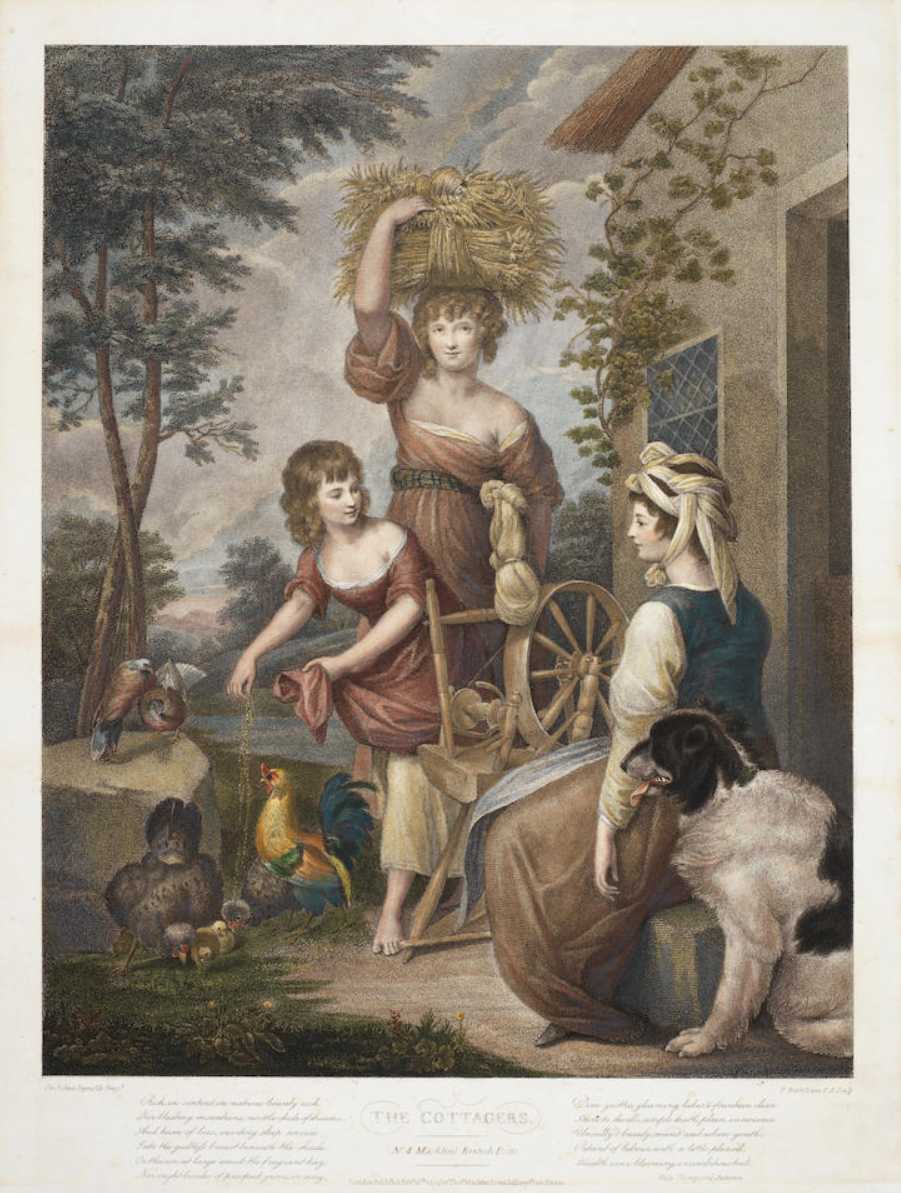
ジェームズ・トムソンの『秋』に基づく、ジョシュア・レノルズの絵画。

イーストベリーの邸宅はサー・ジョン・ヴァンブラが1716年に設計したもので、ヴァンブラが設計した邸宅のうち3番目の大きさだった（1位と2位はブレナム宮殿とカースル・ハワード）。庭園はチャールズ・ブリッジマンが1717年ごろに設計したもので、大きさは5マイル四方だった。ドディントンのおじが1720年に死去した後、邸宅の建設は中断されたが、1724年に再開、またヴァンブラが1726年に死去した後はロジャー・モリスが引き継いだ。邸宅を訪れた人々からは雄大、華美、華麗といった風に形容され、詩人ジェームズ・トムソンは詩作『四季』のうち『秋』でイーストベリーの邸宅を描写した。ドディントンの死後、イーストベリーの地所は第2代テンプル伯爵リチャード・グレンヴィル＝テンプル（ヘスター・テンプルの息子）が相続したが、テンプル伯爵は邸宅を欲さず、1763年に家具を売り払った。さらに、イーストベリーの邸宅に住む人に毎年200ポンドを与えることを条件に入居者を募集したが、入居者も買い手も見つからず、1782年には第3代テンプル伯爵ジョージ・テンプル＝グレンヴィルが邸宅の大半を取り壊した。
ペル・メルのタウンハウスはウェールズ公フレデリック・ルイスがチェスターフィールド伯爵から購入した庭園の隣にあり、ウェールズ公とドディントンの関係が良かった時期にはウェールズ公がドディントンに要請して、ドディントンのタウンハウスからウェールズ公の庭園に出るための門を建てたほか、ウェールズ公の邸宅の鍵をドディントンに与えたほどだった。しかし、2人の関係が悪化すると、ウェールズ公は即座に庭園のうちドディントンのタウンハウスに面する部分で建物を建てたり木を植えたりして通路を塞ぎ、自宅の鍵をすべて取り替えた。

### 文学

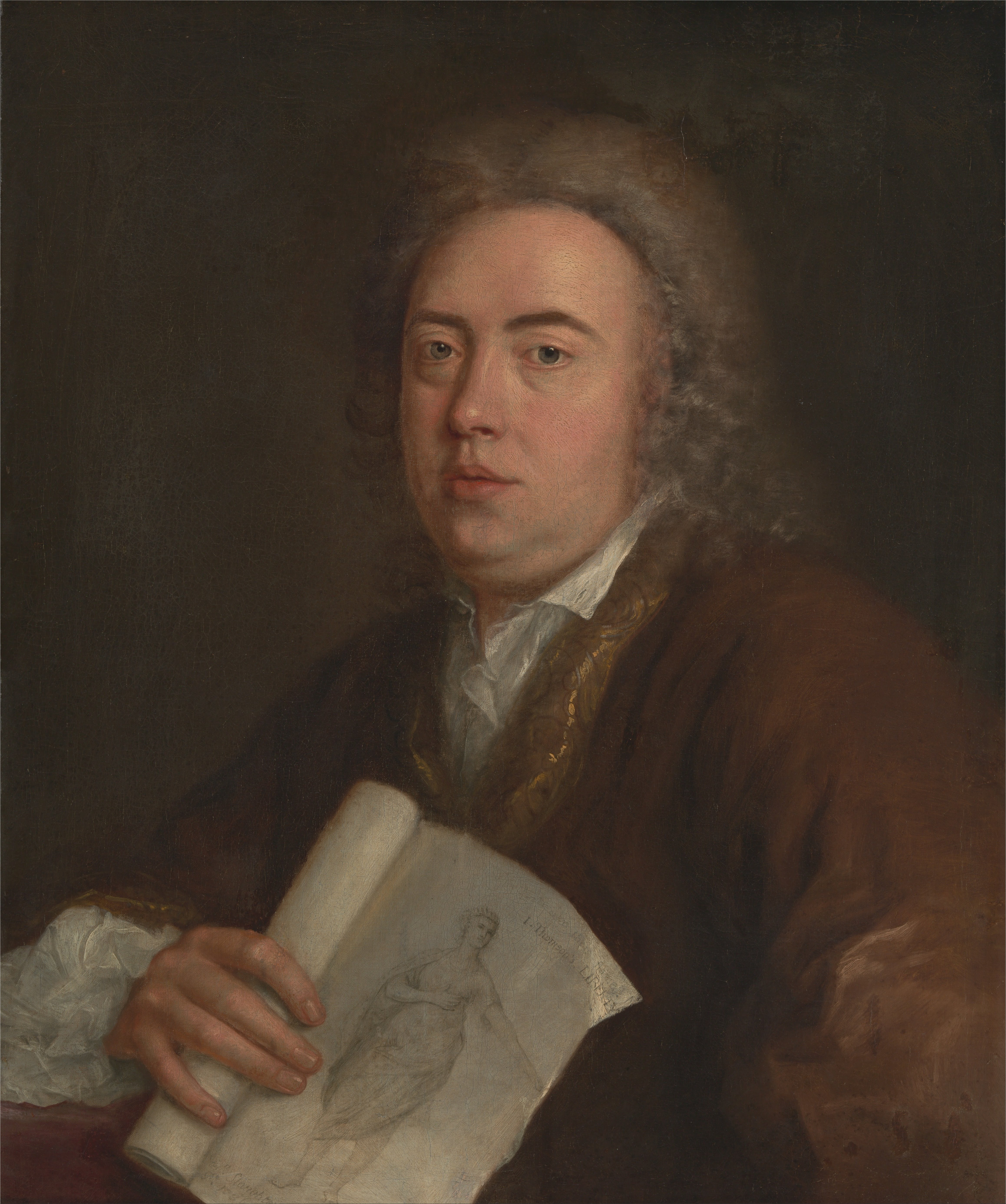
詩人ジェームズ・トムソン、スティーブン・スローター画。

人文に対する知識があり、『英国人名事典』によれば特にタキトゥスに詳しかったという。また、1749年より日記をつけ、死後にトマス・ウィンダム（1777年9月19日没）がそれを継承した。その後、ウィンダムの甥ヘンリー・ペンラドック・ウィンダムは1784年に日記を出版した。この日記は当時のイギリス議会選挙の実態を知る上で有用な史料とされる。
同時代の詩人アレキサンダー・ポープはドディントンを嫌い、著作『道徳論集』（1732年）や『アーバスノット博士への手紙』（1735年）でドディントンをBuboという仮名で笑い者にした。
詩人ジェームズ・トムソンのパトロンであり、トムソンは詩作『四季』のうち『夏』をドディントンに献呈した。トムソン以外では画家サー・ジェームズ・ソーンヒル、詩人クリストファー・ピット、エドワード・ヤング、劇作家ヘンリー・フィールディング、哲学者ヴォルテールをイーストベリーの邸宅に招待したことがある。このうち、フィールディングとはパトロンだけでなく友人の関係でもあり、フィールディングが詩作『真の偉大さ』（Of True Greatness）をドディントンに献呈した。フィールディングは1751年に小説『アミーリア』の献辞でドディントンを「この国が生み出した最も偉大な人物の一人」と称え、ヨーロッパ文学の研究者である佐久間良子は「誰が見ても大袈裟すぎる」と評した。